# Severjanen

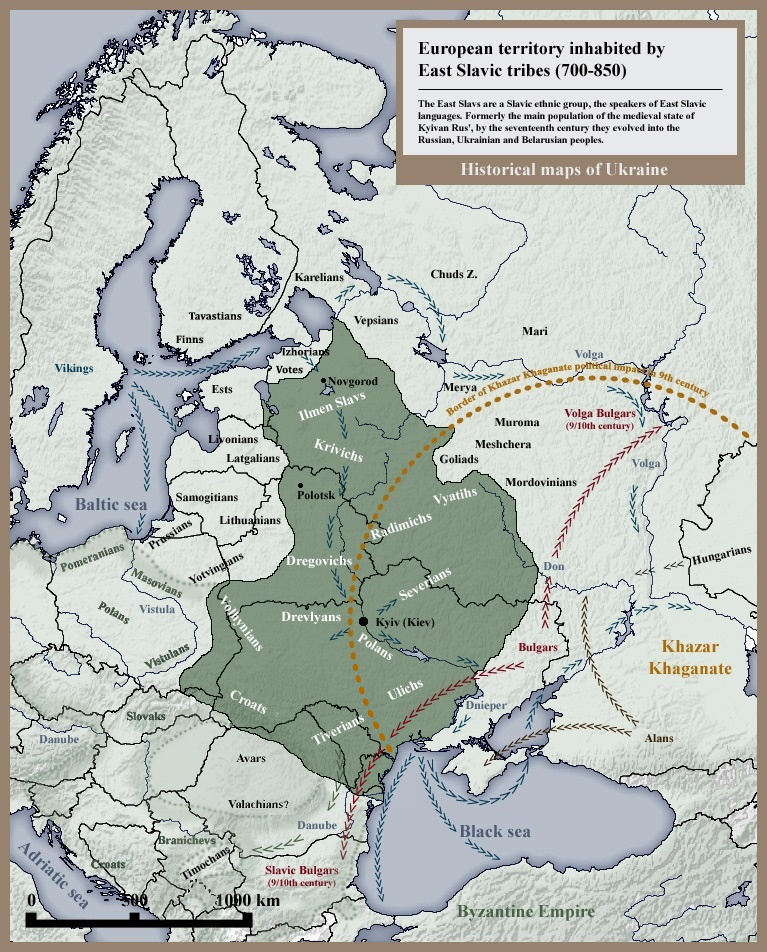
Het gebied van de Severjanen, ten noordoosten van het tegenwoordige Kiev

De Severjanen (Russisch: Северяне, Oudrussisch: сѣверо) waren een Oost-Slavische stammenunie die in de 8e tot 11e eeuw in de huidige regio Tsjernigov, Soemy, Brjansk, Koersk en Belgorod woonden. 

## Locatie
In de archeologie worden ze geïdentificeerd met de Romensko-Borsjtsjovo en Volyntsevo-culturen. Hun buren waren de stammen der Vjatitsjen en Radimitsjen in het noorden, en de Drevljanen en Poljanen in het westen. De oost-en zuidgrens van het leefgebied van de stam was nooit permanent en bereikte soms de bovenloop van de Severski Donets. Ze zijn niet te verwarren met de Severi, die in de 6-8e eeuw op het Balkanschiereiland leefden.

## Etymologie en herkomst
De oorsprong van de naam Severjanen is niet duidelijk. Hoewel het lijkt op het Slavische woord voor "noorden" (sever), waren de Severjanen nooit de meest noordelijke Slavische stam. Meer waarschijnlijk is de naam van Scythisch-Sarmatische herkomst en gebaseerd op het Iraanse woord voor 'zwart', zoals ook blijkt uit de naam van hun stad Tsjernigov, en het veelvuldig voorkomen van Iraanse riviernamen in het bekken van de Sejm en Desna. De naam van de Sejm gaat waarschijnlijk terug naar het Iraans śyāma, donker. De naam Severjanen zou dan terug te voeren zijn op een donkere, zwarte rivier in hun woongebied ofwel een hypothetische Sarmatische stam der Seuer. Een andere verklaring leidt het af van een oud-Slavisch woord voor "verwante". Ook is een relatie voorgesteld met de stam der Sabiren, een deel waarvan vanaf de Kaukasus naar het noordwesten gemigreerd zou zijn en zich met de plaatselijke Slavische stammen vermengd zou hebben.

## Geschiedenis
De Severjanen worden vermeld door geographus Bavarus (9e eeuw, als de Zeriuani), door Constantijn VII Porphyrogennetos, door de Chazarenvorst Jozef (c. 960) en in de Nestorkroniek. Volgens de kroniek stammen zij van de Polotsjanen af en leefden in de bossen. In de 9e eeuw betaalden ze tribuut aan de Chazaren. In 882 werden ze onderworpen door Oleg de Wijze en samen met het land van de Poljanen, Krivitsjen en Ilmenslovenen vormde hun grondgebied de kern van Kievse Rijk. 
In 907 namen ze deel aan de campagne van Oleg tegen Byzantium. Later ontstond op hun grondgebied het vorstendom Tsjernigov. 
De laatste directe vermelding van de Severjanen is uit 1024. Tot in de 17e eeuw bleef de naam Severië (Северщина, Seversjtsjina) voor hun historische woongebied nog in gebruik.

## Cultuur
De belangrijkste steden van de Severjanen waren Tsjernigov, Koersk, en Novgorod-Severski.
Bij archeologisch onderzoek zijn overblijfselen van vele landelijke nederzettingen met 0,5-1,6m ondergronds uitgediepte kuilwoningen en met pallisaden en grachten versterkte forten gevonden. De belangrijkste archeologische vindplaatsen zijn het Krapivinskaja-fort (Крапивенское городище) in de oblast Belgorod en het Donetsk-fort (Донецкое городище) in de Oblast Charkov.
De voornaamste bezigheden van de Severjanen waren landbouw, veeteelt en diverse ambachten. In de Nestorkroniek volgende over de Severjanen: Zij waren heidenen. Aten onreine dingen. Gebruikten grove taal. Kenden geen huwelijk. Tijdens feesten met meerdere dorpen schaakten zij volgens afspraak vrouwen. Zij hadden twee of drie vrouwen. Na een overlijden hielden zij een dodenmaal. De stoffelijke resten werden verbrand en in een koergan (grafheuvel) begraven. De botten werden in een pot op een paal langs de weg gezet.